# 鬼針游蟻
鬼針游蚁（学名：Eciton burchellii）又称布氏游蚁，是屬於南美洲熱帶雨林的螞蟻。
鬼針游蟻以聚集成龐大的狩獵群體稱著，從不築巢，只會集合成暫時的群落，分成不同大小的兵蟻和工蟻，體型大的兵蟻會負責處理較大的獵物，并且有毒针。

## 外部連結
- Army Ants: Inside the Ranks

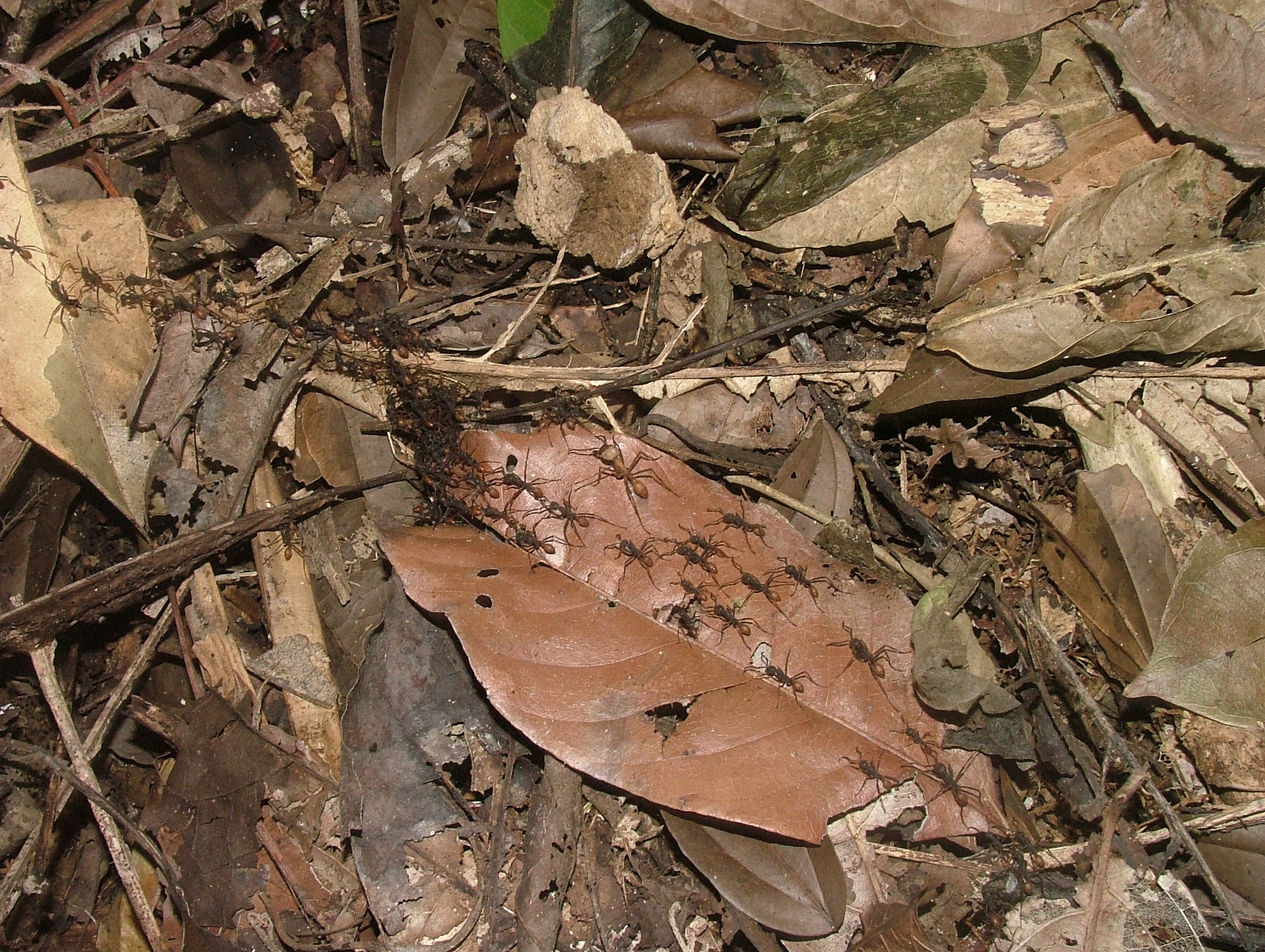
成群結隊的鬼針游蟻

- BBC videos of Eciton burchellii